# 679 Пакс
679 Пакс (679 Pax) — астероїд головного поясу, відкритий 28 січня 1909 року.
Тіссеранів параметр щодо Юпітера — 3,233.
Назва Пакс (лат. Pax — мир) — у римській міфології персоніфікація миру; ототожнена з грецькою богинею миру Ейреною.